# Linji (település)
Linji (Linyi) (kínai: 临沂, pinjin: Línyí) prefektúraszintű város Santung megyében, Kínában. 2011-ben Linji a tartomány legnagyobb prefektúraszintű városa volt mind a területe és a népessége alapján. A város szomszédai keleten Zsicsao (Rizhao), északkeleten Vejfang (Weifang), északra Cepo (Zibo), északnyugaton Tajan (Tai'an), nyugaton Csining (Jining), délnyugaton Caocsuang (Zaochuang) és délen Csiangszu (Jiangsu) tartomány. Linji (Linyi) város (临沂) nevének szó szerinti jelentése „a Ji-folyó közelében”. A város határai az elmúlt években kitolódtak a Ji-folyó mentén Nanfang városig, így a város új szlogenje már úgy hangzik, hogy „Nagy Linji (Linyi)” vagy „Új Linji (Linyi)”. Egy sor kormányzati projektnek köszönhetően több szabadidő parkot létesítettek és új egyetemi kampuszok épültek. 2010-ben a város lakossága 10 039 440 fő volt, amelyből 2 303 648 fő a Lansan (Lanshan), a Luocsuang (Luochuang) és a Hotung (Hetong) körzetben élt.

## Közigazgatása
Linji prefektúraszintű városban 12 megyeszintű település található, köztük 3 körzet és 9 megye.
| Térkép | Térkép | Térkép        |
| --- | ------ | ------------- |
| Lansan (Lanshan) Luocsuang (Luochuang) Hotung (Hetong) Jinan (Yinan) megye Tancseng (Tancheng) megye Jisuj (Yishui) megye Lanling megye Fej (Fei) megye Pingji (Pingyi) megye Csünan (Junan) megye Mengjin (Mengyin) megye Linsu (Linshu) megye |        |               |
| Felosztás | Kínai  | Pinjin        |
| Lansan (Lanshan) körzet | 兰山区 | Lánshān Qū    |
| Luocsuang (Luochuang) körzet | 罗庄区 | Luózhuāng Qū  |
| Hotung (Hetong) körzet | 河东区 | Hédōng Qū     |
| Jinan (Yinan) megye | 沂南县 | Yínán Xiàn    |
| Tancseng (Tancheng) megye | 郯城县 | Tánchéng Xiàn |
| Jisuj (Yishui) megye | 沂水县 | Yíshuǐ Xiàn   |
| Lanling megye | 兰陵县 | Lánlíng Xiàn  |
| Fej (Fei) megye | 费县   | Fèixiàn       |
| Pingji (Pingyi) megye | 平邑县 | Píngyì Xiàn   |
| Csünan (Junan) megye | 莒南县 | Jǔnán Xiàn    |
| Mengjin (Mengyin) megye | 蒙阴县 | Méngyīn Xiàn  |
| Linsu (Linshu) megye | 临沭县 | Línshù Xiàn   |

A város ezen felül 181 kerületre van osztva.

## Története
Linji (Linyi) története 2400 évre nyúlik vissza, amely során a város sok történelmi alakot gyűjtött össze, köztük Csuko Liang (Zhuge Liang) és Vang Hszicse (Wang Xizhi). 1972-ben itt leltek rá a sokáig eltűntnek vélt, a Hadakozó fejedelemségek korában született Szun Bin háborúművészete című műre. valamint egyéb klasszikus irodalmi műre kézzel írott bambusz csíkokon. A Szun Bin harcművészetét a Santungi Tartományi múzeumban állították ki.
1938. tavaszán, a második kínai–japán háború idején a város heves ütközetek helyszíne volt a kínai és a japán hadsereg között. A lakosság a győztes Tajercsüangi csata után hevesen védték Linji (Linyi) városát, ám a japán hadsereg 1938. április 14-én áttörte a város falait, és a védelem 30 mérföldnyit visszahúzódott. 1946-ban a kínai polgárháborúban a santungi kommunista főigazgatóság háborús katonai táborát a Jimeng-hegységből áthelyezték Linji (Linyi)be. A Kínai Népköztársaság kikiáltása után 1949. októberben a közigazgatási egységeket valamelyest módosították.
2005-ben Linji (Linyi) nemzetközi hírnévre tett szert a Kína ellentmondásos egy gyermek politikájával kapcsolatos emberi jogi túlkapásokkal foglalkozó központként. Following widespread allegations of violence and coercion in excess of Chinese law, Az emberi jogok egyik helyi védelmezője, Csen Kuang-cseng (Chen Guangcheng) feljelentést tett az áldozatok nevében, miután széles körben elterjedtek olyan állítások, hogy az elkövetett erőszak meghaladta a kínai törvényekben foglalt kereteket. A helyi önkormányzat elutasította a beadványt, és helyette bebörtönzte Csen Kuang-cseng (Chen Guangcheng)et államellenes tevékenysége miatt. Részben az elkövetett visszaélések súlyossága, részben pedig a témája miatt az aktivisták a Linji (Linyi)ben történt eseményeket használták fel a nők jogaiért folytatott harcuk során.

## Földrajza
Linji (Linyi) Santung (Shandong) tartomány déli részén helyezkedik el, nem messze Zsicsao (Rizhao) és Lianjunkang (Lianyungang) tengerparti városoktól. A város a G2 Peking–Sanghaj autópálya nyomvonalán, illetve az ún. eurázsiai földhíd nyomvonalán helyezkedik el. A város nagy része sík területen van, amely mellett dombság húzódik nyugatra és északnyugatra. A 17 184km² területű település főbb folyói a Ji-folyó (Yi-folyó) (kínai: 伊河; pinjin: Ji-he) és a Peng (Beng)-folyó (枋河), illetve ezekbe ömlik a Liucsing (Liuqing)-folyó (柳清河) és a Szu (Su)-folyó (涑河).

## Éghajlata
Linji (Linyi) éghajlatára a nedves szubtrópusi éghajlat a legjellemzőbb, de illik rá még a nedves kontinentális éghajlat is. Az éghajlatára hatással van a monszun is. A nyár csapadékos és meleg, a tél száraz és hideg. Az éves 831 mm-es csapadékmennyiség több mint fele július és augusztus hónapokban érkezik és a fagymentes napok száma több mint 200 nap.
| Hónap                        | Jan.  | Feb.  | Már. | Ápr. | Máj. | Jún. | Júl. | Aug. | Szep. | Okt. | Nov. | Dec.  | Év    |
| ---------------------------- | ----- | ----- | ---- | ---- | ---- | ---- | ---- | ---- | ----- | ---- | ---- | ----- | ----- |
| Rekord max. hőmérséklet (°C) | 16,1  | 23,0  | 26,9 | 33,0 | 38,0 | 38,0 | 38,4 | 36,5 | 35,8  | 31,3 | 26,9 | 19,7  | 38,4  |
| Átlaghőmérséklet (°C)        | −0,7  | 1,4   | 6,6  | 13,8 | 19,5 | 23,8 | 26,1 | 25,6 | 21,0  | 15,1 | 7,8  | 1,4   | 13,5  |
| Rekord min. hőmérséklet (°C) | −13,3 | −14,3 | −8,4 | −2,7 | 5,6  | 12,0 | 15,3 | 15,2 | 7,1   | −0,2 | −7,6 | −13,1 | −14,3 |
| Átl. csapadékmennyiség (mm)  | 11    | 14    | 26   | 39   | 63   | 97   | 239  | 191  | 71    | 37   | 25   | 12    | 823   |
| Forrás: Weather China        |       |       |      |      |      |      |      |      |       |      |      |       |       |

## Gazdasága
Linji (Linyi) gazdasága a nagykereskedelmi piacaira épül. A Linji (Linyi) Nagykereskedelmi Város a kategóriájában harmadiknak számít Kínában az éves 40 milliárd RMB (~5 milliárd amerikai dollár) összegű kereskedelmével. Linji (Linyi) prefektúra több mint 1500 specializált falut, 80 specializált várost és közel 800 iparosított mezőgazdasági céget alakított ki.
2014-ben a prefektúra GDP-je 369 milliárd RMB volt. A főbb ipari termékek: textíliák, élelmiszerek, gépek, elektronikai készülékek, vegyszerek, építőanyagok, szén, gyógyszerek, arany és porcelán. A gépeket Európába, Amerikába és Dél-Ázsiába szállítják. Linji (Linyi) prefektúra évente 3 millió tonna műtrágya előállítására képes.

## Híres emberek
- Hszün Kuang (Xun Kuang) (i. e. 312–230), filozófus
- Vang Hszi-csi (Wang Xizhi) (303–361), keleti Csin-dinasztia, kalligráfus
- Csuko Liang (Zhuge Liang) (181–234), államférfi
- Gui Guzi, katonai stratéga
- Jang Jung-hszin (Yang Yongxin) (1962-ben született), ellentmondásos személy, klinikai pszichológus

## Látványosságok

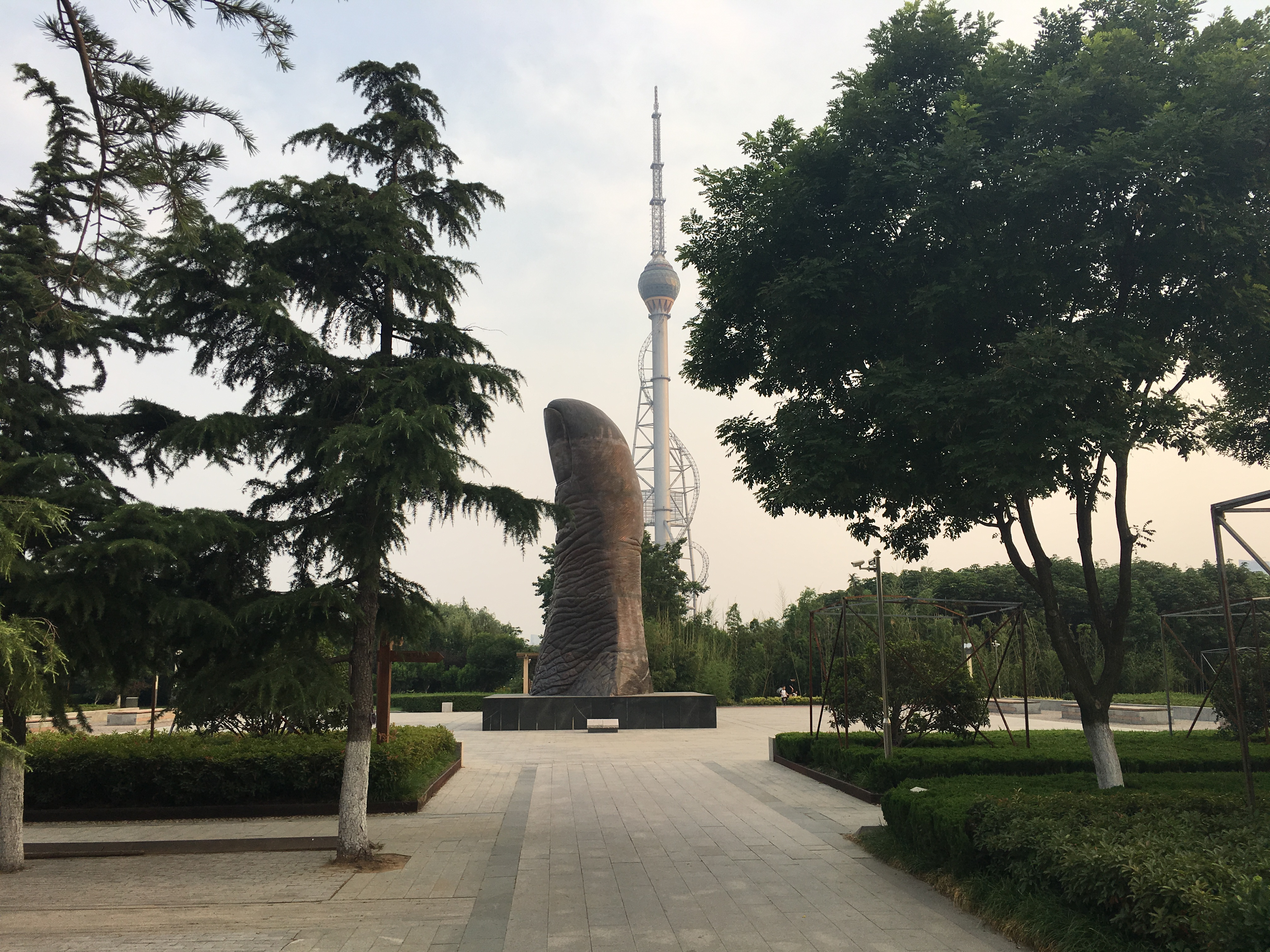
Linyi Nemzetközi Szoborpark és a Tévétorony a háttérben

Linji városban található a világ leghosszabb és legszélesebb gumigátja, amely a Ji-folyón helyezkedik el. A folyó mentén a láthatárt mindenfelé modern felhőkarcolók uralják. Északon több folyó is beleömlik a Ji-folyóba, így hatalmas, széles terek alakulnak ki errefelé, amelyek fölött hidak, illetve alattuk alagutak futnak. Linji a vizek városa, mindenfelé haladnak folyók, csatornák, patakok, még a földfelszín alatt is. Nem meglepő tehát, hogy itt található a világ leghosszabb földalatti folyószakasza is. A folyók mentén kilométereken át futnak igényesen karbantartott parkok.
Linji (Linyi) város központja a Népek tere (pinjin: Zsenmin kuang-csang), amely az 1990-es évek elején épült egy régi katonaság helyére. A mérete kelet-nyugati irányban 500m és észak-déli irányban mintegy 300m. A tér alatt bevásárlóközpont található. A városközponttól közvetlenül északra található a Vang Hszi-csi (Wang Xizhi) személyének emléket állító park. A belépés a parkba 50 jüan (2018). A központtól szintén nem messze található a Jin-csüe-san kínai síremlék bambusz rúd múzeum, amelyben többek között bambusz rudakat őriznek a hadakozó fejedelemségek korából.
Linji 326 méter magas tévé és rádiótoronya mellett található a Nemzetközi szoborpark, ahol a világ különböző tájairól, és különböző korokból találhatók szobormásolatok parkosított környezetben.